# 欧博讷 (大西洋比利牛斯省)
欧博讷（法語：Eaux-Bonnes，法語發音：[o bɔn]）是法国大西洋比利牛斯省的一个市镇，位于该省东南部，属于奥洛龙-圣玛丽区。

## 地理
欧博讷（42°58'23"N, 0°23'31"W）面积38.52 平方千米，位于法国新阿基坦大区大西洋比利牛斯省，该省份为法国东南部省份，涵盖了贝阿恩与北巴斯克，西临大西洋比斯開灣，北至朗德省，东北接热尔省，东临上比利牛斯省，南与西班牙接壤。
与欧博讷接壤的市镇（或旧市镇、城区）包括：贝奥斯特、拉兰斯、阿朗斯-马尔苏斯。

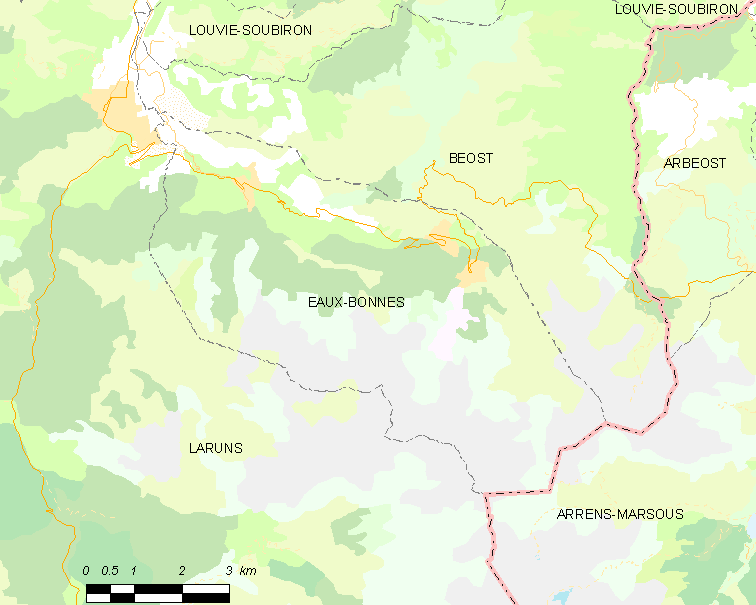
的OSM定位图

欧博讷的时区为UTC+01:00、UTC+02:00（夏令时）。

## 行政
欧博讷的邮政编码为64440，INSEE市镇编码为64204。

## 政治
欧博讷所属的省级选区为奥洛龙-圣玛丽第二县。

## 人口

1962-2008年间人口变化图示

欧博讷于2022年1月1日时的人口数量为203人。